# Lee (Massachusetts)
Lee és una població dels Estats Units a l'estat de Massachusetts. Segons el cens del 2000 tenia 5.985 habitants.

## Demografia
Segons el cens del 2000, Lee tenia 5.985 habitants, 2.442 habitatges, i 1.606 famílies. La densitat de població era de 87,5 habitants/km².
Dels 2.442 habitatges en un 28,6% hi vivien nens de menys de 18 anys, en un 51,7% hi vivien parelles casades, en un 10,2% dones solteres, i en un 34,2% no eren unitats familiars. En el 28,2% dels habitatges hi vivien persones soles el 12,6% de les quals corresponia a persones de 65 anys o més que vivien soles. El nombre mitjà de persones vivint en cada habitatge era de 2,39 i el nombre mitjà de persones que vivien en cada família era de 2,91.
Per edats la població es repartia de la següent manera: un 22,1% tenia menys de 18 anys, un 7% entre 18 i 24, un 28,5% entre 25 i 44, un 25,6% de 45 a 60 i un 16,8% 65 anys o més.
L'edat mediana era de 40 anys. Per cada 100 dones de 18 o més anys hi havia 92,1 homes.
La renda mediana per habitatge era de 41.556 $ i la renda mediana per família de 49.630$. Els homes tenien una renda mediana de 35.565 $ mentre que les dones 26.232$. La renda per capita de la població era de 19.799$. Entorn del 2,5% de les famílies i el 6,7% de la població estaven per davall del llindar de pobresa.